# Geocenamus
Genre
Geocenamus est un genre de nématodes de la famille des Dolichodoridae.

## Liste des espèces
Selon World Register of Marine Species (11 mai 2021) :

### Noms acceptés
- Geocenamus acuminatus (Minagawa, 1985) Brzeski, 1991
- Geocenamus adakensis (Bernard, 1984) Brzeski, 1991
- Geocenamus alboranensis (Tobar-Jiménez, 1970) Brzeski, 1991
- Geocenamus angelescresti Chitambar & Ferris, 2005
- Geocenamus arcticus (Mulvey, 1969) Tarjan, 1973
- Geocenamus arealoferus (Razzhivin, 1971) Fortuner & Luc, 1987
- Geocenamus baluchiensis (Maqbool, Ghazala, Fatima & Qasim, 1985) Brzeski, 1991
- Geocenamus bavaricus (Sturhan, 1966) Brzeski, 1991
- Geocenamus bijnorensis (Khan, 1971) Brzeski, 1992
- Geocenamus bilqeesae (Khan & Khan, 1995) Geraert, 2011
- Geocenamus bogdanovikatjkovi (Kirjanova, 1941) Siddiqi, 2011
- Geocenamus boghiae Choi & Geraert, 1994
- Geocenamus brevicaudatus (Peng & Hunt, 1995) Brzeski, 1998
- Geocenamus brevidens (Allen, 1955) Brzeski, 1991
- Geocenamus capitonis (Ivanova, 1983) Brzeski, 1991
- Geocenamus chengi Maria, Miao, Castillo & Zheng, 2020
- Geocenamus circellus (Anderson & Ebsary, 1982) Brzeski, 1991
- Geocenamus communicus (Sultan, Singh & Sakhuja, 1989) Brzeski, 1992
- Geocenamus conicaudatus Ghaderi & Karegar, 2016
- Geocenamus deserticola (Ivanova & Shagalina, 1983) Fortuner & Luc, 1987
- Geocenamus dobroticus Budurova, Baicheva & Milkova, 1996
- Geocenamus gatevi (Budurova, 1988) Brzeski, 1991
- Geocenamus graminicola (Kirjanova, 1951) Geraert, 2011
- Geocenamus hexincisus (Jairajpuri & Baqri, 1968) Brzeski, 1991
- Geocenamus indicus (Zarina & Maqbool, 1955) Brzeski, 1998
- Geocenamus joctus (Thorne, 1949) Brzeski, 1991
- Geocenamus khashanicus Volkova, 1995
- Geocenamus khuzdarensis (Handoo, Khan & Islam, 2007) Gerlach, 2011
- Geocenamus kirjanovae (Sagitov, 1973) Fortuner & Luc, 1987
- Geocenamus koreanus (Choi & Geraert, 1971) Brzeski, 1991
- Geocenamus laminatus (Wu, 1969) Brzeski, 1991
- Geocenamus lenorus (Brown, 1956) Brzeski, 1991
- Geocenamus longus (Wu, 1969) Tarjan, 1973
- Geocenamus loofi (Siddiqi, 1979) Brzeski, 1991
- Geocenamus mamillatus (Tobar-Jiménez, 1966) Brzeski, 1991
- Geocenamus microdorus (Geraert, 1966) Brzeski, 1991
- Geocenamus mollicephalus (Eroshenko & Volkova, 1988) Brzeski, 1998
- Geocenamus montanus (Maqbool & Shahina, 1987) Brzeski, 1992
- Geocenamus myungsugae Choi & Geraert, 1994
- Geocenamus nanus (Allen, 1955) Brzeski, 1991
- Geocenamus niazae (Maqbool, Fatima & Hashmi, 1983) Brzeski, 1991
- Geocenamus nothus (Allen, 1955) Brzeski, 1991
- Geocenamus nurserus (Eroshenko & Volkova, 1987) Fortuner & Luc, 1990
- Geocenamus ordinarius Volkova, 1993
- Geocenamus paniculoides (Vovlas & Esser, 1990) Brzeski, 1998
- Geocenamus patternus Eroshenko & Volkova, 1987
- Geocenamus pistaciei (Fatema & Farooq, 1992) Gerlach, 2011
- Geocenamus plerorbus (Anderson & Ebsary, 1982) Brzeski, 1991
- Geocenamus processus (Siddiqi, 1979) Brzeski, 1991
- Geocenamus productus (Thorne, 1949) Brzeski, 1991
- Geocenamus pseudobavaricus (Saltukoglu, Geraert & Coomans, 1976) Brzeski, 1991
- Geocenamus pyri (Fatema & Farooq, 1992) Geraert, 2011
- Geocenamus quadrifer (Andrássy, 1954) Brzeski, 1991
- Geocenamus rugosus (Siddiqi, 1963) Brzeski, 1991
- Geocenamus seonunensis Choi & Kim, 2001
- Geocenamus siddiqii (Mulk, 1978) Brzeski, 1991
- Geocenamus sobolevi (Mukhina, 1970) Brzeski, 1991
- Geocenamus sphaerocephalus (Ivanova, 1982) Brzeski, 1991
- Geocenamus squamatus Eroshenko & Volkova, 1988
- Geocenamus stegus (Thorne & Malek, 1968) Brzeski, 1991
- Geocenamus superbus (Allen, 1955) Fortuner & Luc, 1990
- Geocenamus tartuensis (Krall, 1959) Brzeski, 1991
- Geocenamus tenuidens Thorne & Malek, 1968
- Geocenamus tessellatus (Goodey, 1952) Brzeski, 1991
- Geocenamus tetylus (Anderson & Ebsary, 1982) Brzeski, 1991
- Geocenamus thomasi (Skwiercz, 1984) Brzeski, 1991
- Geocenamus tokobaevi (Sultanalieva, 1983) Fortuner & Luc, 1987
- Geocenamus tortilis (Kazachenko, 1980) Brzeski, 1991
- Geocenamus tumensis (Skwiercz, 1984) Brzeski, 1991
- Geocenamus uralensis Baydulova, 1983
- Geocenamus variabilis (Ivanova & Shagalina, 1983) Brzeski, 1991

### Synonymes
- Geocenamus affinis (Allen, 1955) Brzeski, 1991, synonyme de Nagelus affinis (Allen, 1955) Siddiqi, 1979
- Geocenamus alpinus (Allen, 1955) Brzeski, 1991, synonyme de Nagelus alpinus (Allen, 1955) Siddiqi, 1979
- Geocenamus arealoferus (Razzhivin, 1971) Brzeski, 1991, synonyme de Geocenamus arealoferus (Razzhivin, 1971) Fortuner & Luc, 1987
- Geocenamus arenosus (Ivanova & Shagalina, 1983) Brzeski, 1991, synonyme de Nagelus arenosus Ivanova & Shagalina, 1983
- Geocenamus conicus (Allen, 1955) Brzeski, 1991, synonyme de Nagelus conicus (Allen, 1955) Siddiqi, 1979
- Geocenamus curiosus (Wilski, 1965) Brzeski, 1991, synonyme de Nagelus curiosus (Wilski, 1965) Siddiqi, 1986
- Geocenamus djungaricus (Razjivin, 1974) Brzeski, 1992, synonyme de Nagelus djungaricus (Razzhivin, 1974) Kapoor, 1983
- Geocenamus elongatus (Ivanova & Shagalina, 1983) Brzeski, 1991, synonyme de Nagelus elongatus Ivanova & Shagalina, 1983
- Geocenamus falcatus (Eroshenko, 1981) Brzeski, 1991, synonyme de Nagelus falcatus (Eroshenko, 1981) Siddiqi, 1986
- Geocenamus fici (Farooq & Fatema, 1994) Brzeski, 1998, synonyme de Geocenamus rugosus (Siddiqi, 1963) Brzeski, 1991
- Geocenamus gaudialis (Izatullaeva, 1967) Brzeski, 1991, synonyme de Nagelus gaudialis (Izatullaeva, 1967) Siddiqi, 1986
- Geocenamus grandis (Allen, 1955) Brzeski, 1991, synonyme de Nagelus grandis (Allen, 1955) Siddiqi, 1979
- Geocenamus hexagrammus (Sturhan, 1966) Brzeski, 1991, synonyme de Nagelus hexagrammus (Sturhan, 1966) Siddiqi, 1979
- Geocenamus lineatus (Allen, 1955) Brzeski, 1991, synonyme de Nagelus lineatus (Allen, 1955) Siddiqi, 1979
- Geocenamus longus (Wu, 1969) Brzeski, 1991, synonyme de Geocenamus longus (Wu, 1969) Tarjan, 1973
- Geocenamus macrodens (Allen, 1955) Brzeski, 1991, synonyme de Nagelus macrodens (Allen, 1955) Siddiqi, 1979
- Geocenamus macrophasmidus (Khan & Darekar, 1979) Brzeski, 1991, synonyme de Nagelus macrophasmidus (Khan & Darekar, 1979) Siddiqi, 1986
- Geocenamus neohexagrammus (Ivanova, 1978) Brzeski, 1991, synonyme de Nagelus neohexagrammus (Ivanova, 1978) Ivanova, 1982
- Geocenamus parobscurus (Mulvey, 1969) Brzeski, 1991, synonyme de Nagelus parobscurus (Mulvey, 1969) Siddiqi, 1986
- Geocenamus polonicus (Szczygiel, 1970) Sturhan, 1981, synonyme de Geocenamus tenuidens Thorne & Malek, 1968
- Geocenamus quettensis (Maqbool, Ghazala & Fatima, 1984) Brzeski, 1991, synonyme de Geocenamus rugosus (Siddiqi, 1963) Brzeski, 1991
- Geocenamus semicircularis (Lüth, 1984) Brzeski, 1991, synonyme de Geocenamus nothus (Allen, 1955) Brzeski, 1991
- Geocenamus sobaekensis Choi & Geraert, 1994, synonyme de Nagelus sobaekensis (Choi & Geraert, 1994) Siddiqi, 2000
- Geocenamus superbus (Allen, 1955) Brzeski, 1991, synonyme de Geocenamus superbus (Allen, 1955) Fortuner & Luc, 1990
- Geocenamus varians (Thorne & Malek, 1968) Brzeski, 1991, synonyme de Nagelus varians (Thorne & Malek, 1968) Siddiqi, 1986